# Spednic Lake
Spednic Lake är en sjö i Kanada och USA. Den ligger på gränsen mellan provinsen New Brunswick i Kanada och delstaten Maine i USA. Spednic Lake ligger 139 meter över havet. Arean är 70 kvadratkilometer.
I omgivningarna runt Spednic Lake växer i huvudsak blandskog. Trakten runt Spednic Lake är nära nog obefolkad, med mindre än två invånare per kvadratkilometer.